# Yıldız Holding
Yıldız Holding (türkisch (ausgesprochen Jildis)) ist ein Mischkonzern, auch Konglomerat genannt, der hauptsächlich Lebensmittel herstellt. Yildiz Holding wurde 1944 von Sabri Ülker gegründet. Der Konzern beschäftigt 65.000 Mitarbeiter in über 80 Fabriken, davon stehen 25 der Fabriken außerhalb der Türkei. Mit über 300 Marken, die in mehr als 100 Ländern vertreten sind, ist Yildiz Holding der zweitgrößte Keks-Produzent und einer der größten Lebensmittelhersteller der Welt.

## Geschichte

### 1944 – 1965
Die beiden Brüder Sabri und Asim Ülker eröffneten ihr erstes Geschäft in Istanbul und begannen mit dem Verkauf von Butter-Keksen.
Mit einem neuen Standort in Topkapi Mitte der 60er Jahre und einer neuen Fabrik mit neuen Maschinen, die es ermöglichten, mehr zu produzieren, um weitere Teile des Landes zu beliefern.

### 1970er
Sie fingen in ihrer Keks-Fabrik in Istanbul erstmals mit der Produktion von Schokolade an. Mit einer weiteren Fabrik und mehreren Schokoladenkeks-Sorten begann man mit dem Export in den Mittleren Osten (Mittlerer Osten).

### 1989 – 1999
Da Ülker aus mehreren Unternehmen bestand und zu einem internationalen Konzern wurde, gründeten sie die Yildiz Holding Gesellschaft.
Mit weiteren Investitionen produzierten sie von nun an Öl, Butter, Margarine, Kuchen und Milch.

### 2000 – heute
Yildiz Holding produzierte von nun an auch Eiskrem, Softgetränke  ((Erfrischungsgetränke, (u. a. Cola Turka)) und instant Kaffee). Sie gingen eine Partnerschaft mit Kellogg’s ein, wodurch Ülker’s eigene Kellogg’s entstand. Weitere Kooperationen und Investitionen folgten, indem sie den Schokoladenhersteller Godiva Chocolatier und United Biscuits übernahmen. Weitere Partnerschaften mit Eckes-Granini, Gumlink, McCormick und Nissin wurden nach und nach eingegangen. 2016 wurde die Tochtergesellschaft Pladis gegründet, in der sie Ülker, Godiva Chocolatier und United Biscuits zusammen brachten.

## Geschäftsbereiche

### Yıldız Food
Dieser Bereich produziert und verkauft Tiefkühl-Lebensmittel wie Hackfleisch, Tiefkühlgemüse, Öl und diverse Zutaten, unter anderem Zucker. Bekannte Marken sind Bizim Yağ, Aytaç, Ülker.

### Yıldız Non-Food
Der Non-Food Sektor produziert Körperpflegeartikel und Verpackungen. Außerdem ist er das Dachunternehmen für Einzelhandelsketten wie ŞOK und Bizim Toptan.